# 米兰达警告
米兰达警告（英語：Miranda Warning），又譯米兰达忠告、米兰达告诫、米兰达公约 、米兰达宣言或米蘭達法則，是指美国警察、检察官在逮捕罪犯时（或者审讯罪犯时）告知嫌疑人他们所享有的沉默权：即嫌疑人可以拒绝回答执法人员的提问、拒绝向执法人员提供訊息之权利。米兰达警告是美国联邦最高法院在1966年米兰达诉亚利桑那州案（384 U.S. 436 （1966））中确立的规则，时任美国首席大法官厄尔·沃伦撰写的裁决书成为米兰达警告的基础原型。

在讯问刑事案件嫌疑人之前，警察必须明白无误地告知嫌疑人有权援引宪法第五修正案，即刑事案件嫌疑犯有「不被强迫自証其罪的特权」，有权行使沉默权和要求得到律师协助的权利，这被称为米兰达权利（Miranda rights）。一个典型的米兰达警告如下：
你有权保持沉默，但你所说的每一句话都可以在法庭上作为指控你的不利证据。审问前，你有权与律师谈话。在审问过程中，你也有权让律师在场。如果你无法负担一名律师，你希望的话法庭可以为你指定一名律师。如果你决定现在在没有律师在场的情况下回答问题，你也有权随时停止回答。
雖然有關警告源自美國，但由於証供的可信性在普通法系的法庭非常重要，這項警告對司法過程產生了重要影響。一方面，這項聲明確保了證供的可信性；另一方面，這項聲明也保證避免疑犯被屈打成招。因此，現時世界上採用普通法系的地區都吸納了這項警告的精神，以保障被扣押人士的權利及司法的公正。歐洲人權法院自1996年John Murray v. the United Kingdom 案後，已數度表示緘默權及不自證己罪權利乃是國際普遍認可的準則，也是歐洲人權公約第6條所闡述的公正審判理念之核心內容。實行大陸法系的部分亞洲、歐洲國家也採用米蘭達規則，要求執法人員必須對嫌犯宣讀這段警告。

## 警告示例
米兰达告诫的英文原文如下：
Anything you say can and will be used against you in a court of law. 否则你所说的一切都可以在法庭上作为指控你的不利证据。
You have the right to talk to a lawyer and have him present while you are questioned. 审问之前，你有权与律师谈话、得到律师的帮助和建议。 受审时，你也有权让律師在场。

## 相关判例

### 米兰达诉亚利桑那州案
1963年，美国人米兰达（Ernesto Arturo Miranda，部分文献译为埃内斯托·阿图罗·米兰达，小学教育水準）因涉嫌对一名18岁的菲尼克斯女性居民抢劫、绑架和强奸而被当地警察逮捕。他在警局接受了两个小时的讯问，並在一份自白书上签名。之后进行了非常简短的审判，法庭根据米兰达的供词而判其有罪。
其后美國公民自由聯盟接受米兰达的委托，并进行了上诉，声称米兰达的供述是伪造和受到胁迫的，其在讯问前未能知晓自己有不被强迫自证其罪的特权，而且警察也未进行告知。1966年首席大法官厄爾·沃倫在联邦最高法院作出裁决（5 v. 4，Harlan, Stewart, White，Clark大法官附上了异议），确认米兰达在接受讯问以前有权知道自己的宪法第五修正案权利，而且警察有义务向嫌疑人告知自己的权利，之后才能讯问。最高法院将该案发回重审。随后，法院重新选择了陪审员和案件证据，而且米兰达之前的“证言”不再作为证据使用。在重審过程中，米兰达的女友作为证人出庭，并且提供了对米兰达不利的证词和证据。米兰达再次被判有罪，入狱11年。
1972年，米兰达获假释出狱。出獄之後，他開始販賣親筆簽名的「米蘭達」警告小卡，一張 $1.5元。1976年，米兰达在酒吧的一次斗殴事件中受到刺殺而身亡。警察逮捕了一位嫌疑犯。警方向嫌疑犯传达了“米兰达警告”以后，嫌疑犯选择保持沉默。警察无法得到其他更有力的证据，结果没有人被起诉。
联邦最高法院在裁决中并未提供警察和检察官在传达“米兰达警告”时所用的措辞，但给出了必须遵守的方针和指引：“怀疑有罪的人在受到讯问之前，必须清楚地被告知自己有保持沉默的权利，并且自己所说的每一句话都将成为在法庭上对自己不利的证据；必须被清楚地告知自己有权得到律师的协助，并且有权要求律师在场；如果自己因为贫困而请不起律师，法院将免费提供一位律师。”
一个典型的“米兰达警告”会是这样的措辞：
你有权保持沉默。如果你开口说话，那么你所说的每一句话都將作為呈堂證供。你有权请律师，并可要求在讯问的过程中有律师在场。如果你请不起律师，我们将免费为你提供一位律师。在讯问的过程中，你可随时要求行使这些权利，不回答问题或者不作出任何陈述。
其后的判例要求米兰达警告必须是明白无误的（meaningful），所以嫌疑犯通常会被询问是否已经明白自己的权利。有些情况下，必须坚定地回答“是”，而且嫌疑犯保持沉默不表示自动放弃权利。如果嫌疑犯英语水平不足，而且实施逮捕的人员未能将米兰达警告以嫌疑犯的母语传达给他，那么之后的供词不能采纳为证据。
同样，由于嫌犯教育水平不同，警官必须确保嫌疑犯能够理解警官所说的话，因此根据嫌疑犯的理解水平来适当表达米兰达警告显得十分必要。在司法实践中，只有把这种适当的表述记录在纸上或者录音，一份原始的放弃权利的证书才会许可采用并视为有效。在另一些司法实践中，未成年人在没有父母或者监护人在场的情况下保持沉默的权利同样被引申出来。
印地安纳州和一些其他的少数州加上了一句话，「我们不会提供给你一名律师，但是如果你被起诉，那么在你被起诉时，我们将会为你指定一位。」尽管这个句子对于少数几个倒霉的外行来说有点模糊和不明确（是指if and when you go to court）—他们可能会并且已经把它理解为“直到你坦白并且在法庭上被传讯，才能请律师”—联邦最高法院已经同意在这些州将这句话作为对这个程序（米兰达警告）的一个精确描述。（达克沃斯诉依根案（Duckworth v. Eagan, 492 U.S. 195 (1989)））
很多州（例如加利福尼亚州）在警告中加了一句话：
你理解我刚才向你宣读的这些权利了吗？在了解这些权利的前提下，你愿意向我坦白吗？
如果嫌犯对两个问题的回答都是「是」（yes），那么意味着嫌犯自动放弃权利；如果嫌犯对第一个问题的回答是「不」（no），那么执法人員一定要重复一遍米兰达警告；如果嫌犯对第二个问题的回答是「不」（no），那么嫌犯援引了（invoke）他的权利。上述情况下，直到权利被免除（waive）前，执法官不可以审问嫌犯。
在警察系统，一般是让嫌疑人阅读印有米兰达警告和相关权利提示的卡片，并要求其在阅读并理解之后签字。总之，政府（警察和检察官）一方有责任证明，嫌疑人是明知和明智地放弃了不自证其罪和得到律师协助的权利。

### 此前判例

#### 鲍威尔诉阿拉巴马州案
（Powell v. Alabama, 287 U.S. 45 (1932)）

#### 吉迪恩诉温赖特案
该案是美国联邦最高法院历史上具有里程碑意义的判例。吉迪恩诉温赖特案表明了联邦最高法院在将宪法第六修正案（嫌疑犯得到律师协助的权利）和第十四修正案（不经正当法律程序，不得剥夺任何人的生命、自由或财产）推广适用于所有公民（包括穷人）的历程上跨出了重要的一步。

### 此后判例

#### 伊利诺伊州诉伯金斯案
（Illinois v. Perkins, 496 U.S. 292 (1990)）

#### 迪根森诉合众国案
（Dickerson v. United States, 530 U.S. 443 (2000)）

## 在其他地區

### 台灣
1967年1月13日修正通過之《刑事訴訟法》第 156 條第四項即規定：「被告未經自白，又無證據，不得僅因其拒絕陳述或保持緘默，而推斷其罪行。」但當時未有關於告知被告緘默權之規定。直至1997年12月12日立法院通過《刑事訴訟法》修正案，《刑事訴訟法》第 95 條第 2 款新增規定訊問被告應先告知得保持緘默，無須違背自己之意思而為陳述。2013年1月23日公布施行之現行《刑事訴訟法》第 95 條規定：「訊問被告應先告知下列事項：一、犯罪嫌疑及所犯所有罪名。罪名經告知後，認為應變更者，應再告知。二、得保持緘默，無須違背自己之意思而為陳述。三、得選任辯護人。如為低收入戶、中低收入戶、原住民或其他依法令得請求法律扶助者，得請求之。四、得請求調查有利之證據。無辯護人之被告表示已選任辯護人時，應即停止訊問。但被告同意續行訊問者，不在此限。」同時新增第 100-1 條（現第 100-2 條）：「本章之規定，於司法警察官或司法警察詢問犯罪嫌疑人時，準用之。」

### 香港
香港警匪電影或有關警察事務的戲劇中，經常會使用米蘭達警告的香港版本﹕
「依家唔係事必要你講，但你所講嘅嘢，都會用筆記低，將來可能成為呈堂證供。」（現在你並非一定要說話，但你說的話都會被記錄下來，將來有可能成為呈堂證供。）
根據保安司於1992年頒布《查問疑犯及錄取口供的規則及指示》，實際的警誡詞如下﹕
「唔係是必要你講嘅，除非你自己想講喇，但係你所講嘅嘢，可能用筆寫低及用嚟做證供嘅。」（你不一定要說話，除非你有話要說。但是，你說的話可能會以筆寫下來及用作證供。）

### 中國大陸
中華人民共和國法律目前沒有關於緘默權的明確規定。刑事訴訟法第118條規定：「偵查人員在訊問犯罪嫌疑人的時候，應當首先訊問犯罪嫌疑人是否有犯罪行為，讓他陳述有罪的情節或者無罪的辯解，然後向他提出問題。犯罪嫌疑人對偵查人員的提問，應當如實回答。但是對與本案無關的問題，有拒絕回答的權利。」直至2012年3月14日第十一届全国人民代表大会第五次会议审议通过了《中华人民共和国刑事诉讼法修正案（草案）》。修正后的刑事诉讼法第50条明确规定：「不得强迫任何人证实自己有罪」，但是，关于该条款究竟是否赋予了被追诉人沉默权，理论界和实务界产生了认识上的分歧，有些学者认为，中国大陸已经在立法上承认了緘默权制度，即所谓的“中国式緘默权”。但是也有些观点指出，中国大陸没有建立緘默权制度，因为“不得强迫任何人证实自己有罪”不等于緘默权。

## 延伸閱讀
- Coldrey, J. (1990) "The Right to Silence Reassessed" 74 Victorian Bar News 25.
- Coldrey, J. (1991) "The Right to Silence: Should it be curtailed or abolished?", 20 Anglo-American Law Review 51.
- "Rehnquist's legacy" （页面存档备份，存于） The Economist. July 2–8, 2005. p. 28.
- Stevenson, N. (1982) "Criminal Cases in the NSW District Court: A Pilot Study" In J. Basten, M. Richardson, C. Ronalds and G. Zdenkowski (eds.), The Criminal Injustice System Sydney: Australian Legal Workers Group (NSW) and Legal Service Bulletin.

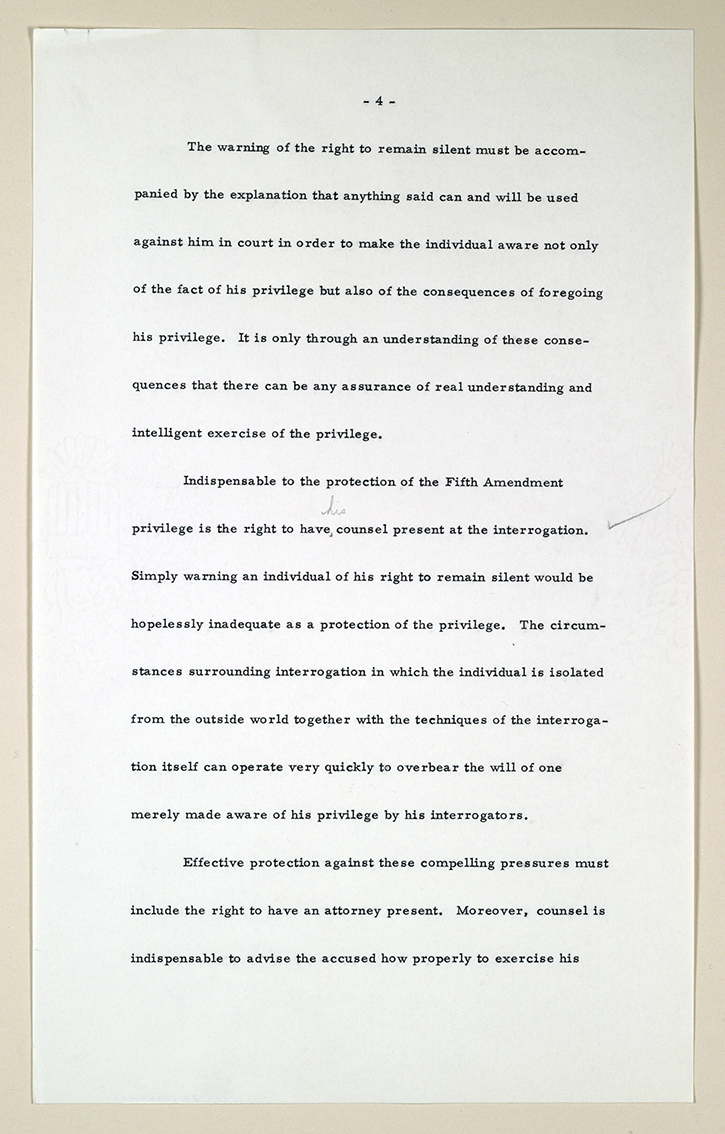
美国首席大法官厄尔·沃伦所写的关于米兰达诉亚利桑那州案的裁决书。此页内容确立了米兰达警告的基本要求。

- "The Miranda Warning." – The U.S. Constitution Online. N.p., n.d. Web. 04 Nov. 2012. （页面存档备份，存于）